# Ubuntu Christian Edition
Ubuntu Christian Edition (иногда используется название Ubuntu CE) — дистрибутив Linux, основанный на Ubuntu и разработанный для пользователей-христиан. Он включает в себя программу изучения Библии, возможность ежедневного показа строф из Библии, утилиты для родительского контроля и некоторые стандартные пользовательские программы.
Проект был впервые представлен в 2006 году и поддерживался сообществом добровольцев. На протяжении нескольких лет выходили версии на основе стандартных релизов Ubuntu, включая Ubuntu CE 5.0 (2009). Дистрибутив позиционировался как удобный вариант для домашних пользователей и учебных заведений, где требовались встроенный фильтр интернет-контента и инструменты для изучения Библии.

## История
Ubuntu Christian Edition появился в 2006 году как неофициальный проект на основе Ubuntu. 
Основной целью было объединение возможностей дистрибутива Linux с предустановленным 
ПО для христианских пользователей. Наиболее активно проект развивался до 2009 года, 
после чего обновления стали выходить нерегулярно. Последние упоминания относятся 
к версии 22.04, основанной на Ubuntu LTS.

## Программное обеспечение
Программы, для изучения Библии:
- BibleTime, Xiphos (GnomeSword)
- gVerse (подборка цитат из Библии)

Система фильтрации веб-контента:
- Dansguardian

Офисный пакет OpenOffice.org был заменен офисом от GNOME (Abiword, Gnumeric)